# Praso (Italia)
Praso es una localidad y comuna italiana de la provincia de Trento, región de Trentino-Alto Adigio, con 352 habitantes.

## Evolución demográfica
| Gráfica de evolución demográfica de Praso entre 1861 y 2001 |
|                                                             |
| Fuente ISTAT - elaboración gráfica de Wikipedia             |